# Luke Ebbin
Luke Ebbin (...) è un produttore discografico e compositore statunitense, artefice tra l'altro, nel 2000, del rilancio dei Bon Jovi dopo alcuni anni di silenzio, con il brano It's My Life.
Ebbin ha prodotto per il gruppo gli album Crush, One Wild Night Live 1985-2001 e Bounce, che complessivamente hanno venduto più di 15 milioni di copie nel mondo.
Più volte candidato al Grammy, ha prodotto album anche per altri artisti tra cui i Wakefield, i Plain White T's, Melissa Etheridge e Rival Schools.
Si è occupando anche della produzione di Aftermath of the Lowdown, terzo album solista di Richie Sambora, pubblicato nel 2012.